# Beleg van Sluis (1604)
Het Beleg van Sluis (1604) was een actie van Maurits van Nassau, de latere prins van Oranje, die aanvankelijk ten doel had om het Staatse bruggenhoofd Oostende, dat al drie jaar lang aan alle zijden door de Spaansgezinden omringd was, te ontzetten. Uiteindelijk leidde deze actie tot de inname van Sluis, waarna Oostende definitief in de handen van de Spaansgezinden viel.

## Verloop
Op 25 april 1604 vertrok vanuit Vlissingen een vloot naar het Eiland van Cadzand, met 11.000 soldaten. Dezen veroverden dit eiland, maar konden het Zwin niet oversteken. Ze trachtten daarom via een omweg hun doel te bereiken. Eerst namen ze de verdedigingswerken aan de Brugsche Vaart bij Oostburg in, waarop vervolgens de Linie van Oostburg werd ingericht. Op 10 mei 1604 viel IJzendijke, en Aardenburg volgde op 12 mei. Daar waren de verdedigingswerken verouderd. Ze werden door Maurits hersteld en uitgebouwd.
Vervolgens trachtte Maurits Sluis in te nemen, van waaruit Spaanse galeien de bevoorrading van het belegerde Oostende hinderden. Hiertoe maakte hij een omtrekkende beweging, en in Moerkerke raakte zijn leger slaags met 15.000 man voetvolk onder leiding van Luis de Velasco. Daarna bereikten de troepen Sluis en begonnen de belegering van de stad, waar 3 à 4000 soldaten, 1400 slaven (meesten Turken) en honderden burgers verbleven. Honger en besmettelijke ziekten eisten hun tol, maar na twee maanden trachtte Ambrogio Spinola de stad te ontzetten. Uiteindelijk wist de Spanjaard bij Sint Kruis een doorgang te forceren. Zijn troepen bestormden de Linie van Oostburg, maar aan de oevers van het Coxysche Gat en het Zwarte Gat leden ze grote verliezen. Hiermee was de stad Sluis voor de Spaansgezinden verloren en op 19 augustus 1604 volgde de capitulatie. De Spaanse soldaten trokken de stad uit, maar de troepen van Maurits rukten daarna niet meer verder op naar Oostende. Ze hadden nu een bruggenhoofd in Vlaanderen, waar ze naast het Land van Axel nu ook het Land van Cadzand in bezit hadden.
Op 22 september 1604 namen de Spaansgezinden de stad Oostende in, na een drie jaar durende omsingeling. Aan beide zijden waren vele tienduizenden doden en gewonden te betreuren en de stad was geheel verwoest.